# Tikvah Alper

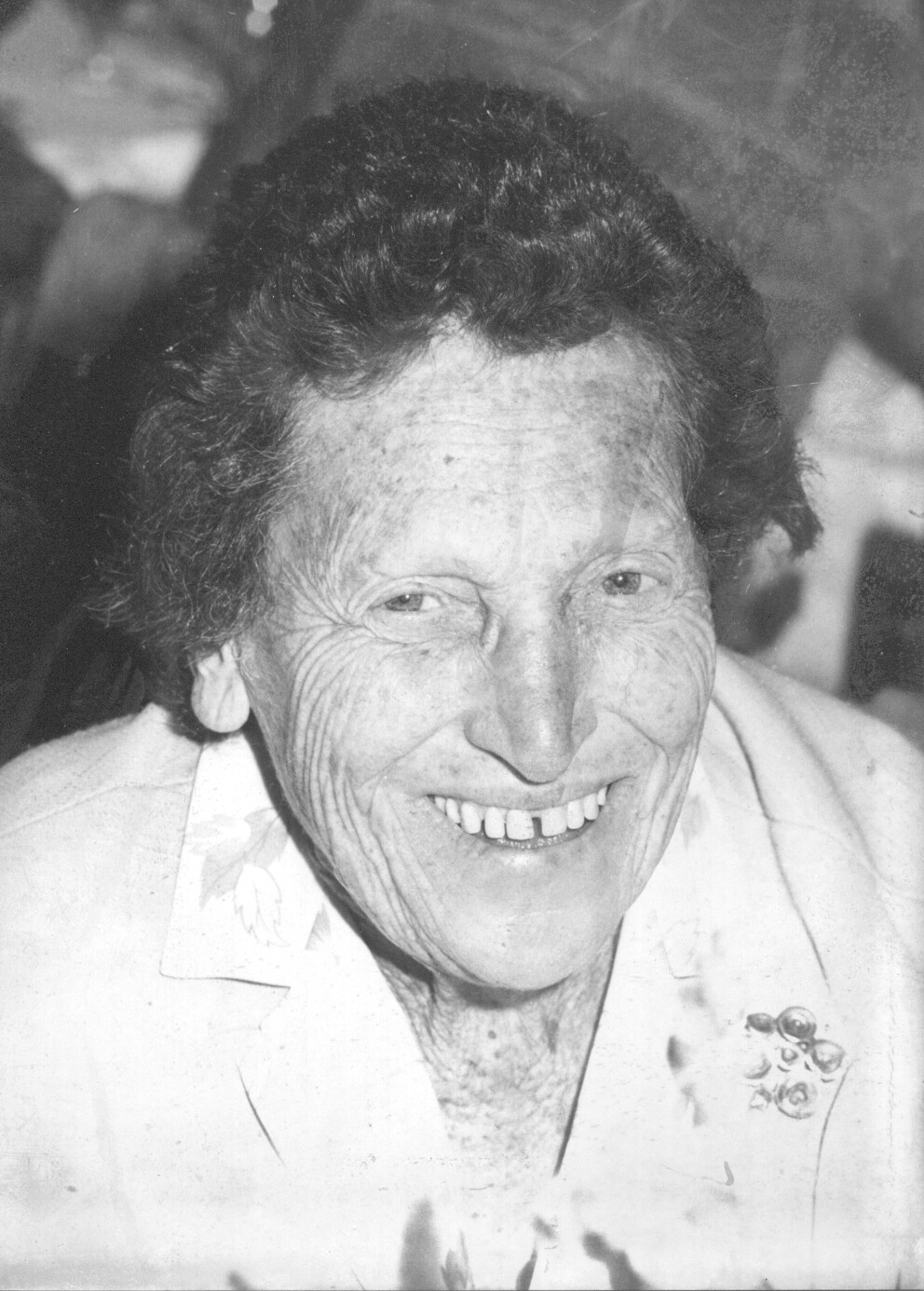
Tikvah Alper

Tikvah Alper (* 22. Januar 1909 in Wynberg, Kapstadt, Südafrika; † 2. Februar 1995 Sarisbury, Hampshire, England) war eine südafrikanische Physikerin und Radiobiologin.

## Leben
Alpers Eltern Abram Alper (1875–1985) und Tybil Alper, geborene Sugarman, (1877–1962) waren litauische Juden. Sie wanderten Anfang des 20. Jahrhunderts nach Südafrika aus, wo Alper als jüngstes von vier Mädchen geboren wurde. Alpers ältere Schwester Minnie, verheiratete Preiss, (1899–1976) wurde noch in Russland geboren. Ihre beiden anderen Schwestern kamen in Südafrika zur Welt.
Alper wuchs in Südafrika auf. Sie ging auf die Durban Girls’ High School und schloss diese schon mit 15 Jahren ab. Aufgrund ihrer hervorragenden schulischen Leistungen erhielt sie ein Stipendium für das Studium der Mathematik und Physik an der Universität Kapstadt. 1929 machte sie dort ihren Master und bekam ein Auslandsstipendium für die Friedrich-Wilhelms-Universität zu Berlin.
In Berlin arbeitete sie ab 1930 an der physikalisch-radioaktiven Abteilung des Kaiser-Wilhelm-Instituts für Chemie bei Lise Meitner an ihrer Doktorarbeit. Als 1933 nach der Machtübernahme durch die NSDAP in Folge des Gesetzes zur Wiederherstellung des Berufsbeamtentums Lise Meitner wegen ihrer jüdischen Herkunft aus ihren Ämtern vertrieben wurde, kehrte Alper nach Südafrika zurück.
Zurück in Südafrika heiratete Alper den Bakteriologen Max Sterne (1906–1994), den Entwickler eines Anthraximpfstoffes, behielt aber ihren Mädchennamen bei. Als verheiratete Frau war es ihr in Südafrika nicht gestattet, an der Universität eine akademische Position einzunehmen. Deshalb arbeitete sie zusammen mit ihrem Ehemann in dessen kleinem Privatlabor im Garten ihres Hauses.
1935 und 1936 gebar Alper ihre beiden Söhne Jonathan und Michael. Da Jonathan taub geboren wurde, erlernte Alper Sprachtherapie, um ihm zu helfen. In den folgenden Jahren sorgte Alper für die beiden Söhne und für den Haushalt. Nebenbei verfolgte sie ihre wissenschaftlichen Interessen und Forschungen. Außerdem hielt sie Physik-Vorlesungen an der Witwatersrand-Universität.
Von 1945 bis 1946 hatte Max Sterne eine Gastaufenthalt in Großbritannien. Alper begleitete ihn und arbeitete zunächst unbezahlt am Gray Laboratory des Hammersmith Hospital in London. Dann wechselte sie nach Cambridge zu Douglas Lea. Hier arbeitete sie an der Bestrahlung von Bakteriophagen.
Nach ihrer Rückkehr nach Südafrika wurde Alper 1948 zur Leiterin der Abteilung für Biophysik des neu gegründeten National Physics Laboratory gemacht. Diesen Posten verlor sie 1951, weil sie sich offen gegen die Apartheid aussprach. Das Ehepaar kehrte im selben Jahr nach Großbritannien zurück, wo Alper wiederum am Hammersmith Hospital arbeitete. Von 1962 bis 1973 war Alper dort Direktorin der Strahlentherapie.

## Forschungsinteressen, Engagement
Alper forschte zu den Erregern von verschiedenen Krankheiten, darunter Scrapie und BSE. Sie entdeckte, dass sich die Erreger dieser beiden Krankheiten ohne Replikation der DNA vermehren. Dies erweiterte das moderne Verständnis dieser Krankheiten und der Vermehrung von Krankheitserregern.
Neben ihrer wissenschaftlichen Arbeit setzte Alper sich stets für soziale Gerechtigkeit ein. In diesem Einsatz nahm sie auch wesentliche berufliche Nachteile in Kauf.

## Veröffentlichungen (Auswahl)
- Cellular repair of radiation damage: mechanisms and modifying agents: proceedings of the 11th L.H. Gray Conference, Glasgow, 18–22 July 1983 zusammen mit M. Moore, Basingstoke, Hampshire: Macmillan Press, 1984, OCLC 10709042
- Cellular radiobiology, Cambridge University Press, 1979, ISBN 978-0-521-29479-9
- Cell Survival After Low Doses of Radiation: Theoretical and Clinical Implications, John Wiley, 1975, ISBN 978-0-471-02513-9
- Dependence of the Observed Oxygen Effect on the Post-Irradiation Treatment of Micro-Organisms zusammen mit N. E. Gillies, Nature, London, Band 181, Nr. 4614, 1958, S. 961–963, ISSN 1476-4687
- Über die Delta-Strahlen und die Beziehung zwischen Reichweite und Geschwindigkeit für langsame Elektronen, Berlin, Verlag von Julius Springer, 1932, OCLC 777398859